# Брандер
Брандер (на немски: Brander) е плавателен съд, натоварен със запалими или взривни вещества, който се запалва и се пуска срещу неприятелски кораби (по принцип дървени), за да бъдат подпалени.
Би могъл да бъде управляван от екипаж, който го напуска по средата на пътя, или да се пусне по течение или вятър в посока на вражеските кораби.
Брандери са наричани и стари кораби, потапяни на различни места на пътя на противника, например на изхода на залив или пристанище, с цел заграждане (19 – средата на 20 век).